# Стојан Ћелић
Стојан Ћелић (Босански Нови, 16. фебруар 1925 — Београд, 30. април 1992) био је српски сликар, ликовни критичар, професор Универзитета уметности у Београду и члан САНУ.

## Биографија
Стојан Ћелић се доселио у Београд 1937. Године 1942. похађао је часове цртања у приватној школи Младена Јосића, а 1943. уписује Академију за ликовне уметности код проф. Михаила С. Петрова. Прекида студије и одлази у НОБ 1944. У Београд се враћа 1948. и наставља студије уметности код Ђурђа Теодоровића, Љубице Сокић, Косте Хакмана и Недељка Гвозденовића код кога је дипломирао а затим и специјализовао сликарство 1951 — 1953. Изабран је 1954. за асистента на Акадамији за ликовне уметности у Београду, затим за доцента 1957. за ванредног професора 1963, најзад за редовног професора Факултета ликовних уметности 1974. године. Био је декан Академије за ликовне уметности од 1971. до 1973. године.
Поред сликарства бавио се бројним дисциплинама ликовног стваралаштва: графиком, цртежом, пастелом, акварелом, таписеријом, мозаиком, сценографијом, илустрацијом књига.
Излаже од 1951. године, а прву самосталну изложбу одржао је 1954. Учествовао је на бројним колективним изложбама у земљи и иностранству.
Као стипендиста Владе НР Србије борави у Паризу и Лондону 1955. године, а као стипендиста Фонда за унапређење ликовних уметности „Моша Пијаде“ током 1959. борави у Паризу, Белгији, Холандији и Лондону.
Постао је члан УЛУС-а 1953. Био је члан групе Самостални (1952—1954, Децембарске групе (1955—1960) и Групе 69 (1975—1980).
Први текст је објавио 1950. године од када је написао неколико монографија и бројне уметичке студије, есеје, критике итд. Био је редовни критичар листа „Ревија“ (1952—1953), покретач је и главни и одговорни уредник часописа „Уметност“ (1965—1970).
Изабран за дописног члана САНУ 1978. године, а за редовног 1985. Од 1991. био је заменик секретара Одељења ликовне и музичке уметности.
Од 1956. био је члан Међународног удружења ликовних критичара - AICA.

## Стваралаштво

### Сликарство
Стојан Ћелић припада оној генерацији српских и југословенских сликара који су после Другог светског рата успешно осавремењивали ликовну уметност и уводили је у блиски контекст европског и светског стваралаштва те епохе. Иако је школован на традицији српског поетског реализма из времена високог модернизма, Ћелић је брзо одлучио да се окрене новим, апстрактним истраживањима сликарског језика сводећи пластичку представу у својим сликама на њене носеће елементе — линију, површину и боју. До крајњег израза дошао је кроз неколико фаза које су логично следиле једна из друге. Током педесетих година задржава реалистичку представу коју постепено редукује на њене основне елементе, у том времену на боју. Али у теми пејзажа Ћелић већ тада траже оне елементе који ће избећи његов препознатљив изглед и превести га најпре у грубе масе а потом у врло прецизно постављене колористичке површине. До даљег прочишћавања долази крајем те деценије када се примећује видно смирење пластичког призора и његово свођење искључиво на хроматске површине решене у условима плошности сликарског платна. Тако постављену структуру слике Стојан Ћелић ће убудуће поступно, етапно и у циклусима надаље сводити на властити, препознатљив израз којим је ауторски обележио епоху савремености друге половине двадесетог века у српској ликовној уметности.

### Критика
Стојан Ћелић је објавио низ чланака, кртика и есеја и многобројним листовима и часописима као и у предговорима каталога о својим савременицима, али и о оним уметницима који су утицали на његово сликарство. Полазио је од тога да уметничко дело треба да буде тумачено и на тај начин приближено гледаоцима. Подржавао је и читаоцима објашњавао нове идеје које су ликовни уметници износили у свом раду и претварали у облик у свом делу. Најпре аналитички, разматрајући сваки рад по себи, а потом и синтетички када је узимао у обзир креативне домете неког аутора, објашњавао је опусе уметника, посебно оних чије је дело било завршно или при крају, дајући јасну оцену о њиховом месту у нашој савременој уметности. Улазио је и у технолошка питања стваралаштва приближавајући публици занатске компонентне уметничког дела и медија у коме је оно настајало.

## Самосталне изложбе
- 1953. Галерија Графички колектив, Београд
- 1954. Галерија УЛУС, Београд
- 1955. Галерија Графички колектив, Београд, Галерија Матице српске, Нови Сад
- 1956. Дом културе Западни Врачар, Београд
- 1957. Галерија УЛУС, Београд
- 1958. Салон Трибине младих, Нови Сад, Музеј примењене уметности, Београд
- 1959. Кабинет графике ЈАЗУ, Загреб
- 1962. Галерија сувремене умјетности, Загреб, Салон Модерне галерије, Београд
- 1963. Мала галерија, Љубљана
- 1964. Галерија графички колектив, Београд, XXXII biennale internazionale d'arte contemporanea, Veneciја
- 1965. Галерија умјетнина, Сплит
- 1966. Галерија Коларчевог народног универзитета, Београд, Музеј на современата уметност, Скопље, Изложбени павиљон, Сарајево
- 1967. Центар за културу - Уметничка галерија, Ниш, Модерна галерија, Љубљана, Narodni galerie, Praha, Галерија Графичког колектива, Београд
- 1968. Салон Музеја савремене уметности, Београд
- 1972. Галерија Културног центра, Београд
- 1974. Уметничка галерија Народног музеја, Крагујевац, Галерија Себастиан, Дубровник
- 1975. Галерија Графички колектив, Београд
- 1976. Мала галерија, Љубљана, Дом омладине, Београд
- 1978. Умјетничка галерија, Бања Лука, Мали салон Модерне галерија, Ријека, Пословни центар Искре, Љубљана, Галерија ликовне уметности - Поклон збирка Рајка Мамузића, Нови Сад
- 1979. Галерија Форум, Загреб, Одељење ликовне и музичке уметности САНУ, Београд
- 1983. — 1984. Музеј савремене уметности, ретроспектива 1952-1983, Београд, Ликовни павиљон „Рихард Јакопич“, Љубљана, Умјетничка галерија Босне и Херцеговине, Сарајево
- 1984. Галерија Себастан, Вараждин
- 1986. Галерија Себастиан, мала ретроспектива, Београд, Галерија Себастиан, Дубровник, Дом омладине „Будо Томовић“, Титоград
- 1987. Centre culturel et de l'information de la RSF de Yougoslavie, Paris, Галерија „Вид“ - Хотел Селтерс, Младеновац, Центар за савремену графику - Замак културе, Врњачка Бања
- 1988. Галерија Енергоинвест АЛУ, Сарајево, Галерија Графички колектив, Београд
- 1989. Центар за културу - Народни музеј, Пожаревац
- 1990. Галерија САНУ, ретроспектива, Београд, Галерија дома ЈНА, Ћуприја
- 1992. Народни музеј, Београд, Галерија ликовне уметности - Поклон збирка Рајка Мамузића, Нови Сад
- 1993. Конак кнегиње Љубице, Београд, Савремена галерија Центра за културу, Панчево

### Књиге
- 1957 Марко Челебоновић, Сликари и скулптори, коло I, књ. 5. Просвета, Београд
- 1959 Игњат Јоб, Сликари и скулптори, коло II, књ. 2. Просвета, Београд
- 1972 Недељко Гвозденовић, Сликари и скулптори XIX и XX века, Југославија, Београд
- 1977 Марко Челебоновић, Сликари и скулптори XIX и XX века, САНУ, Југославија, Београд
- 1981. Између света и слике, Нолит, Београд
- 1994. Судбина скулптуре, (приредила Ивана Сиеоновић Ћелић), Clio, Београд

### Предговори каталога (избор)
- 1953 Сретен Стојановић, Галерија Графички колектив, Београд
- 1959. Савремена графика Југославије, Ермитаж, Лењинград
- 1961 Богдан Јовановић, Галерија УЛУС, Београд
- 1963. — 1964 Бранко Миљуш, Салон Модерне галерије, Београд
- 1965 Зоран Павловић, Салон Трибине младих, Нови Сад
- 1965 Војин Стојић, Галерија Културног центра, Београд
- 1965 Милица Стевановић, Галерија Културног центра, Београд
- 1966 Војислав Тодоровић, Изложбени павиљон, Сарајево
- 1967 Бошко Петровић, Галерија Матице српске, Нови Сад
- 1968 Иванка Живковић, Галерија Коларчевог народног универзитета, Београд
- 1970 Марина Абрамовић, Галерија Дома омладине, Београд
- 1975 Јован Кратохвил, Галерија Дома ЈНА, Београд
- 1977 Олга Јанчић, Народни музеј, Крагујевац
- 1980 Александар Томашевић 1921-1968, ретроспектива, Умернички павиљон „Цвијета Зузорић“, Београд
- 1986 Ото Лого, ретроспектива, Умернички павиљон „Цвијета Зузорић“, Београд
- 1986 Владимир Величковић, Галерија САНУ, Београд
- 1986 Александар Зарин, Галерија ликовне уметности - Поклон збирка Рајка Мамузића, Нови Сад
- 1986 Марко Челебоновић у шестој деценији, Галерија Себастиан, Београд
- 1988 Никола Јанковић, Галерија ликовне уметности - Поклон збирка Рајка Мамузића, Нови Сад
- 1988 Marko Krsmanović, Centre culturel de Yougoslavie, Paris
- 1989 Раденко Мишевић, Уметничка галерија „Стара капетанија“, Земун
- 1990 Љиљана Мићовић, Галерија УЛУС, Београд
- 1991 Бранко Миљуш, Галерија „Миленко Атанацковић“, Бијељина

### Студије и критике (избор)
- 1950. Београдско сликарство почетком ХХ века, Младост, бр. 2-3. стр. 272-276, Наша домовина, бр.8. стр. 17-18, Београд
- 1951. Ретроспектива графике на академији ликовних уметности, Лик, 1. април, Београд
- 1953 Бошко Петровић, Ревија, 1. март, Београд
- 1953 Јурица Рибар, Бошко Петровић, Ревија, 15. март, Београд
- 1953. Македонски ликовни уметници, Ревија, 1. април, Београд
- 1953 Петар Лубарда, Ревија, 16. јули, Београд
- 1953. Разговори у атељеима - Марко Челебоновић, Ревија, бр. 17, 16. август, Београд
- 1953. Разговори у атељеима - Мило Милуновић, Ревија, 16. септембар, Београд
- 1954. Раст једне графике, Књижевне новине, 21. јануар, Београд
- 1954. Пола века југословенског сликарства, Књижевне новине, 28. јануар, Београд
- 1956 Марко Челебоновић, Дело, март. стр. 289-296, Београд
- 1956. Национални и интернационални карактер наше уметности, Атеље, бр.1, јух, Сарајево
- 1956. Облици, преображаји и отпори, Књижевне новине, 28. октобар, Београд
- 1956. Модерна југословенска графика, Мозаик, бр. 6. стр. 21-26, Београд
- 1958. Изложба слика Ђорђа Андрејевића Куна у Чачку, Чачански глас, 9. јули, Чачак
- 1958 Игњат Јоб, Дело, бр. 12. стр. 1479-1486, Београд
- 1959. Преображаји и време, НИН, 11. јануар, Београд
- 1959. Ставови и неспоразуми, Борба, 20. децембар, Београд
- 1959. Изложба умјетности у револуцији, Борба, 27. децембар, Загреб
- 1960. Уметност и друштво, Борба, 22. мај, Београд
- 1960 Сретен Стојановић, Борба, 30. октобар, Београд
- 1960. Реч о синтези, Борба, 29. септембар - 1. децембар, Београд
- 1961. Ликовни уметници и уметност у гадинама рата, Књижевне новине, 30. јун, Београд
- 1961. НОБ у делима ликовних уметника Југославије, Комунист, 21. децембар, Београд
- 1962. Мотив и објекат у савременом сликарству, Руковет, бр. 11-12, новембар-децембар, Суботица
- 1964. Стваралац и револуционар, Ђорђе Андрејевић Кун, Борба, 18. јануар, Београд
- 1964. Поноћне белешке, Политика, 9. август, Београд
- 1964. Око значења новог реализма, Политика, 20. септембар, Београд
- 1965. Поетски рационализам Недељка Гвозденовића, Уметност, јули-децембар, Београд
- 1965 Петар Добровић, Политика, 7. јун, Београд
- 1965. Судбина скултуре, Борба, 17. октобар, Београд
- 1966 Јагода Буић, Уметност, октобар-децембар. стр. 126, Београд
- 1966. Приступ сликарства Марка Челебоновића, Уметност, октобар-децембар. стр. 31-47, Београд
- 1966. Мајсторска радионица Крсте Хегедушића, Уметност, октобар-децембар. стр. 131, Београд
- 1968 Младен Србиновић, Уметност, јануар-март, бр. 123-124, Београд
- 1968 Александар Томашевић (1921-1968), Књижевне новине, 6. јули, Београд
- 1969 Петар Лубарда, Уметност, април-септембар. стр. 75-76, Београд
- 1969 Нандор Глид, Уметност, април-септембар. стр. 79-80, Београд
- 1970. Накнадне белешке уз изложбу Богољуба Јовановића, Уметност, јануар-март. стр. 29-42, Београд
- 1973 Марко Челебоновић, Уметност, јануар-март. стр. 95, Београд
- 1975. Човек пред сликом, Дело, мај-јун. стр. 886-888, Београд
- 1976. О кризи савремене уметности, Уметност, септембар-октобар. стр. 6-7, Београд
- 1977. Скулптура Олге Јанчић, Уметност, март-јун. стр. 22-45, Београд
- 1980. Уметничко дело данас, Књижевна реч, 25. мај, Београд
- 1986 Олга Јеврић, Гласник САНУ CCCXIV. стр. 9-12, Одељење ликовне и музичке уметности, Београд

### Предговори каталога (избор)
- 1954. Стојан Ћелић, Галерија УЛУС, Београд
- 1962 Алекса Челебоновић, Стојан Ћелић, Галерија сувремене умјетности, Загреб
- 1962 Зоран Павловић, Стојан Ћелић, Салон Модерне галерије, Београд
- 1963 Јеша Денегри, Стојан Ћелић, Мала галерија, Љубљана
- 1966 Живојин Турински, Стојан Ћелић, Музеј на современата уметност, Скопље
- 1972 Никша Стипчевић, Равнотеже Стојана Ћелића, Галерија Културног центра, Београд
- 1976 Лазар Трифуновић, Типологија Стојана Ћелића, Галерија Дома омладине, Београд
- 1984 Марија Пушић, ретроспектива, Музеј савремене уметности, Београд
- 1988 Јован Деспотовић, Пастели и цртежи, Галерија Графички колектив, Београд
- 1992 Јевта Јевтовић, Стојан Ћелић 1925-1992, Народни музеј, Београд

### Часописи и новински чланци (избор)
- 1953 Алекса Челебоновић, Изложба графике, Борба, 18. јануар, Београд
- 1953 Миодраг Б. Протић, Изложба графике: Карановић, Србиновић, Ћелић, НИН, 25. јануар, Београд
- 1954 Павле Васић, Стојан Ћелић у Галерији УЛУС-а на Теразијама, Политика, 15. септембар, Београд
- 1954 Миодраг Б. Протић, Изложба Стојана Ћелића, НИН, 19. септемар, Београд
- 1958 Павле Васић, Слике и цртежи Стојана Ћелића, Политика, 7. новембар, Београд
- 1961 Лазар Трифуновић, Стојан Ћелић, Тиљери, НИН, 29. јануар, Београд
- 1962 Миодраг Б. Протић, Стојан Ћелић, Борба, 7. април, Београд
- 1962 Лазар Трифуновић, Редуктивни метод Стојана Ћелића, НИН, 8. април, Београд
- 1962 Зоран Павловић, Сликарство Стојана Ћелића, Данас, 11. април, Београд
- 1962 Јеша Денегри, Пред једним сликарством реда и мудрости, Израз, бр. 6. стр. 620, јун, Сарајево
- 1964 Ђорђе Кадијевић, Графика Стојана Ћелића, НИН, 20. април, Београд
- 1966 Драгослав Ђорђевић, Идеја о простору Стојана Ћелића, Борба, 25. фебруар, Београд
- 1968 Павле Угринов, Ћелићев поглед, Књижевне новине, 28. септембар, Београд
- 1968 Ирина Суботић, Изложба Стојана Ћелића, Живот умјетности, бр. 6-8. стр. 188-189, Загреб
- 1976 Ђорђе Кадијевић, Еуклидски разум, НИН, 2. мај, Београд
- 1976 Зоран Маркуш, Простори Стојана Ћелића, Борба, 7. мај, Београд
- 1983 Слободан Ристић, Упориште послератног модрнизма, Политика, 10. децембар, Београд
- 1984 Милан Дамјановић, Феномен чисте слике, Књижевност, бр. 2-3. стр. 442-448, Београд
- 1987 Јован Деспотовић, Стојан Ћелић, Уметност, бр. 3-5. стр. 13, Београд
- 1990 Милета Продановић, Лет изнад времена, Књижевне новине, 15, мај, Београд
- 1992 Зоран Павловић, Визија васељенског поретка, Књижевне новине, 15. мај, Београд

### Студије (избор)
- 1964 Миодраг Б. Протић, Савременици II, Нолит. стр. 209-215, Београд
- 1965 Алекса Челебоновић, Савремено сликарство у Југославији, Југославија, Београд
- 1965 Драгослав Ђорђевић, Сликарство после 1945, Музеј савремене уметности (монографија), Музеј савремене уметности, Београд
- 1968 Јеша Денегри, Облици нефигурације у сувременом сликарству у Србији, Живот умјетности, бр. 7-8. стр. 17-35, Београд
- 1969 Лазар Трифуновић, Стара и нова уметност. Идеја прошлости у модерној уметности, Зограф, бр. 3. стр. 39-52, Београд
- 1970 Миодраг Б. Протић, Српско сликарство ХХ века, том II. стр. 472-475, Нолит, Београд
- 1980 Зоран Маркуш, Ликовна критика у Србији шесте деценије, Југословенско сликарство шесте деценије, Музеј савремене уметности, Београд
- 1982 Лазар Трифуновић, Апстрактно сликарство у Србији. стр. 33-41, 130-133, Нолит, Београд
- 1982 Миодраг Б. Протић, Сликарство ХХ века, Југославија, Београд
- 1984 Живојин Турински, Јединство мерила. стр. 45-47, КОВ, Вршац
- 1993 Јеша Денегри, Педесете: теме српске уметности. стр. 130-138, Светови, Нови Сад
- 1996 Ирина Суботић, Ивана Симеоновић Ћелић, Стојан Ћелић, монографија, Clio, Београд
- 2008 Ивана Симеоновић Ћелић, Стојан Ћелић, графике и цртежи, монографија, Zepter Book World, Београд
- 2010 Лидија Мереник, Уметност и власт. Српско сликарство 1945- (1968). стр. 102-104, Вујичић Колекција, Универзитет уметности, Филозофски факултет, Београд

## Награде и признања
- 1944. Орден за храброст, Београд
- 1958. Октобарска награда града Београда за графику, Београд
- 1960. Седмојулска награда СР Србије за сликарство, Београд
- 1963. Откупна награда на I тријеналу југословенског цртежа, Сомбор
- 1964. Награда на III загребачкој изложби југословенске графике, Кабинет графике ЈАЗУ, Загреб
- 1965. II премија на IV међународној изложби графике, Љубљана, Награда за таписерију на V ликовној јесени, Сомбор
- 1966. Награда за таписерију на I октобарском салону промењене уметности, Београд, Откупна награда на IV загребачкој изложби југословенске графике, Кабинет графике ЈАЗУ, Загреб
- 1967. Сребрна плакета на III тријеналу ликовних уметности, Београд
- 1969. Награда „Политике“, Београд, Откупна награда на VIII међународној изложби графике, Љубљана
- 1970. Велики печат Галерије Графички колектив, Београд
- 1972. Сребрна плакета са дипломом СУЛУЈ-а на VII загребачкој изложби југословенске графике, Загреб, Октобарска награда за сликарство града Београда, Београд, Откупна награда Умјетничке галерије БиХ, Сарајево, Награда на III међународној изложби југословенског цртежа, Ријека
- 1973. Откупна награда на изложби Априлски сусрет 73, Зеница, Откупна награда на IV загребачкој изложби југословенског цртежа, Загреб
- 1976. Велика награда за цртеж на V међународној изложби оригиналног цртежа, Ријека, Награда Меморијала на IX меморијалу „Надежда Петровић“, Чачак, Откупна награда СИЗ-а културе САП Војводине на XVI ликовној јесени, Сомбор
- 1979. Откупна награда ИНЕ на VI међународној изложби оригиналног цртежа, Ријека
- 1980. Спомен повеља за допринос београдској графици, Графички колектив поводом 30 година рада, Београд
- 1984. Награда за најзначајније остварење у области културе 1983, Градски СИЗ културе, Београд
- 1985. Награда УЛУК-а на годишњој изложби ликовних уметника, Приштина, Признање за дугогодишњу сарадњу и допринос афирмацији „Ликовне јесени“, Сомбор
- 1988. Орден рада са црвеном заставом, Београд
- 1989. Награда АВНОЈ, Београд